# Île de Ré
Île de Ré (kiedyś też Île de Rhé) – wyspa leżąca przy zachodnim wybrzeżu Francji w pobliżu La Rochelle, po północnej stronie cieśniny Pertuis d'Antioche.
Wyspa ma 30 km długości i 5 km szerokości. Ze stałym lądem (La Rochelle) połączona jest mostem długości 2900 m, który zbudowano w ciągu zaledwie 20 miesięcy i otwarto w 1988 r.

## Administracja
Administracyjnie wyspa należy do departamentu Charente-Maritime w regionie Poitou-Charentes.
Wyspa dzieli się na 10 gmin: Rivedoux-Plage, La Flotte, Sainte-Marie-de-Ré, Saint-Martin-de-Ré, Le Bois-Plage-en-Ré, La Couarde-sur-Mer, Loix, Ars-en-Ré, Saint-Clément-des-Baleines, Les Portes-en-Ré.

## Historia

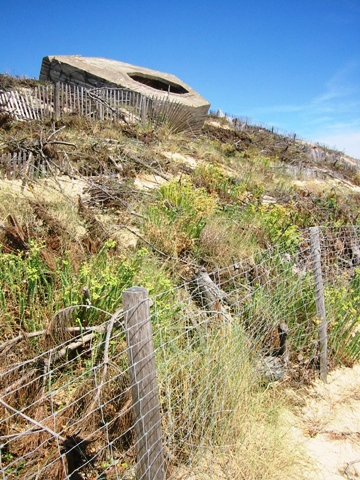
Niemiecki bunkier z czasów II wojny światowejna plaży Île de Ré

W czasach rzymskich, wyspa Ré była archipelagiem, składającym się z trzech mniejszych wysp. Dzielące je cieśniny były sukcesywnie zmniejszane, zarówno w wyniku działalności ludzkiej (pozyskiwanie soli morskiej) jak i procesów naturalnych.
W 1627 miała miejsce inwazja angielska pod wodzą George Villiersa. Zaatakowano wyspę w ramach oblężenia La Rochelle. Po trzech miesiącach potyczek i oblegania siły księcia zmuszone zostały do odwrotu.
Główny port, Saint Martin, został ufortyfikowany przez Sebastiana Vaubana w 1681, był później używany jako tymczasowe miejsce pobytu więźniów, przeznaczonych do karnego zesłania do Nowej Kaledonii i Gujany Francuskiej.
Podczas II wojny światowej plaże na wyspie zostały umocnione bunkrami przez Niemców, dla ochrony przed inwazją od strony morza. Wiele takich bunkrów istnieje do dziś, mniej lub bardziej zniszczonych. Z tego powodu plaże Île de Ré były wykorzystywane dla potrzeb filmu.

## Życie na wyspie
Île de Ré to popularny region turystyczny. Klimat i nasłonecznienie są zbliżone do reszty południowego wybrzeża Francji. Jednakże specyficzna dla wyspy jest lekka, ożywcza bryza. Z drugiej strony, woda w morzu wokół wyspy jest stosunkowo chłodna.
Wyspa liczy około 16 tysięcy stałych mieszkańców, a w sezonie letnim przebywa na niej do 160 tysięcy osób jednocześnie. Na wyspie jest dobrze rozwinięta sieć szlaków rowerowych, z tego powodu większość stałych mieszkańców nie używa samochodów. Baza turystyczna również jest dobrze rozwinięta, a sporo turystów decyduje się spędzić na wyspie całe wakacje.
Na Île de Ré gościły znane osobistości, na przykład Lionel Jospin, premier Francji w latach 1997–2002 regularnie spędzał tu swoje wakacje.
Ostrygi i świeże ryby są zawsze dostępne w handlu. Zarówno żywność, jak i inne artykuły, w tym ubrania, książki czy pamiątki, są łatwo dostępne.